# Jenny Downham
Jenny Downham född 1964, är en brittisk författare och en före detta skådespelare.
Downham har hittills givit ut två böcker, Innan jag dör (Before I Die) och Älskar - hatar, (You Against Me). Innan jag dör är en fiktiv redogörelse för en sextonårig flickas sista månader i livet då hon är döende i leukemi, Älskar - hatar handlar om en tjej som har blivit våldtagen, och det är broderns jobb att få honom fälld medan han håller ihop familjens liv, han måste hjälpa mamman från flaskan, han måste hjälpa sin syster att äta och få henne till skolan. Deras liv ändras så otroligt fort efter att detta har hänt.
Innan jag dör nominerades till Guardian Award 2007, Lancashire Children's Book of the Year 2008, Carnegie Medal 2008 och Booktrust Teenage Prize 2008, samt vann Branford Boase Award 2008.
Som skådespelare har Downham medverkat i filmerna Safer (1999) och Basil (1998), samt i Poirot-episoden Death in the Clouds (1992).

## Priser och utmärkelser
- Branford Boase Award 2008 för Before I die